# 気候

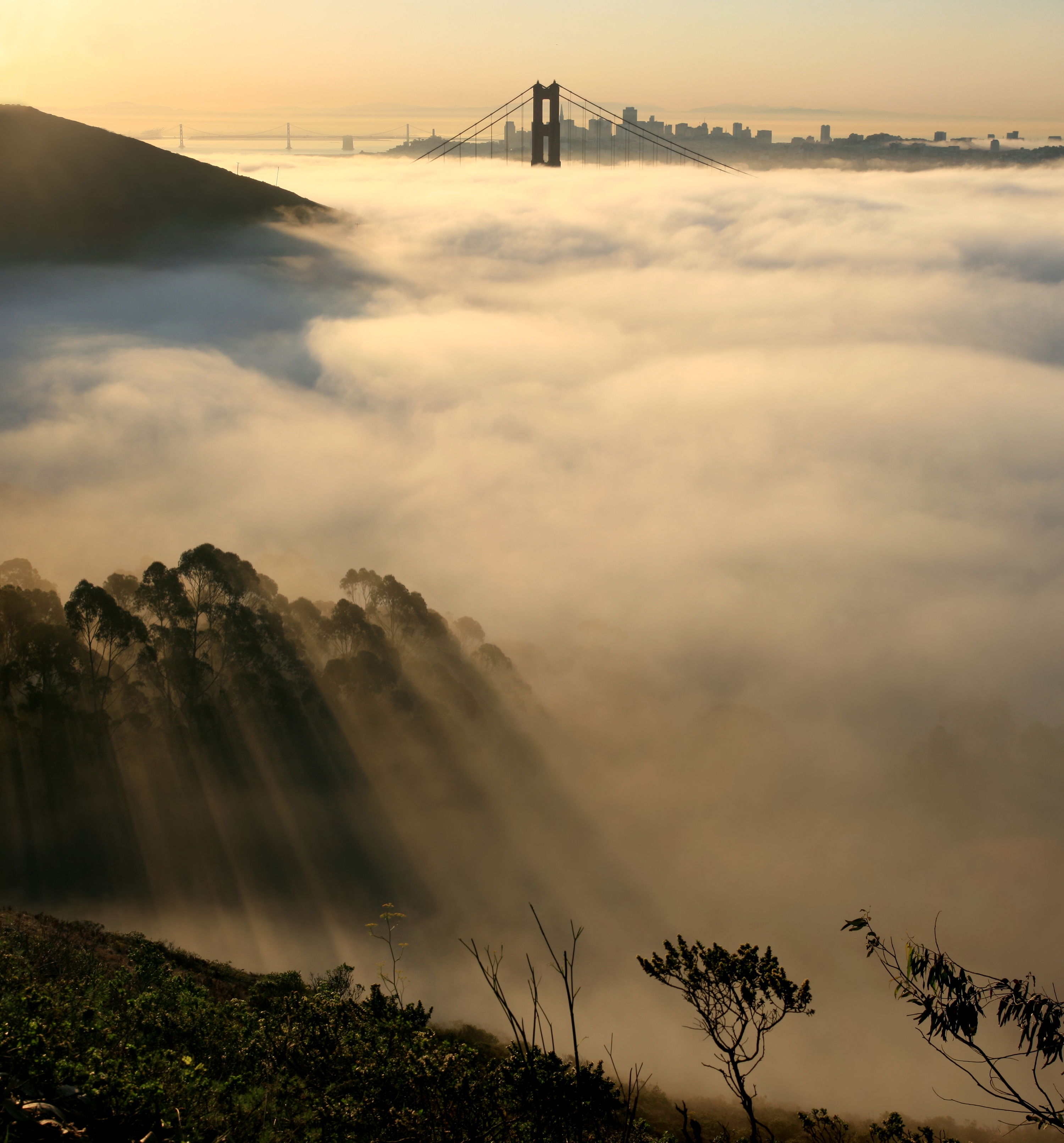
アメリカのサンフランシスコは霧雨の多い町で知られる。夏は冷たい北西風が吹き、緯度の割に涼しく、移流霧がよく発生する。気候区分はCsb（地中海性気候）。

気候（きこう、英: climate）とは、その地域を特徴づける大気の状態（あるいは気象）のこと。具体的には天気・気温・降水量・風などの傾向を指す。本項では特記しない限り地球における気候について記述する。

## 概要
「気象」と「気候」はいわば表裏一体で、似たような意味を持つ部分があり、混同される場合もある。明確に使い分ければ「気象」は現象に焦点を当てた言葉である一方、「気候」は時間的・種類的に多数の気象の組み合わせからなる傾向（パターン）に焦点を当てた言葉である。
地球上どの地域においても、気象（気象現象）は毎日、毎年、あるいは数日などの周期で繰り返し似たような表情を見せる。気候は、気象観測を積み重ねていきこのような繰り返しの1周期を1区間として統計により割り出すことで、科学的に分析することができる。結果、例えば「ロンドンは霧が多い」「日本の夏は高温多湿である」といったことが分かる。そして、観測の精度や統計方法は、気候の分析結果に大きな影響を与えるので注意を払う必要がある。
気候は長期間観測したときの平均的な傾向から分析される。その比較対象期間はふつう数十年間であり、平年値は世界気象機関（WMO）によって基本的に比較時点の前の30年間と定められている。比較対象期間内において、気象要素の値や気象現象の様子は平年値を中心とした一定の範囲内に収まるが、気象には日々年々の変動が存在し、その推移は数学でいう非線形の変化を見せるのがふつうである。非線形の変化の中では突出した値が出現することもあり、それは一般的に異常気象という形で現れる。異常気象の比較対象期間は世界気象機関によって25年間（日本の気象庁では30年間）と定められている。
日々年々の変動よりもさらにスケールの大きな、気候変動と呼ばれる変化も存在する。これは、数十年以上の周期でゆっくりと気候が変わっていくことを指し、一般的に異常気象とは認識されないが、人類の生活や生物などには大きな影響を及ぼす。人類史上においても気候変動による海進や海退、植生や生物相の変化、それらによる生活環境の変化などが起こっている。
過去数十年〜現在までを扱う現在気候に対して、近代気象観測が始まる以前の気候を古気候といい、年輪や氷床コアといった、気候変化が生む二次的結果から逆に気候を推定する。現在気候を対象とする学問が気象学、同様に古気候を対象とするのが古気候学である。
気候学においては、地域を特徴づける気候を面的な広がりから分類する、気候区分がよく用いられる。全世界を一瞥する気候区分としては、植生の特徴・成因などから分類したケッペンの気候区分（後述）が広く用いられる。
気候といえば陸地の気候を指すことが多い。海洋（海面）にも気候は存在するが、人間が定住しないという点から一般的に注目されることは少ないが、航海や漁業にとっては重要である。

## 気候系

1961-1990年の世界月別平均気温の分布図。

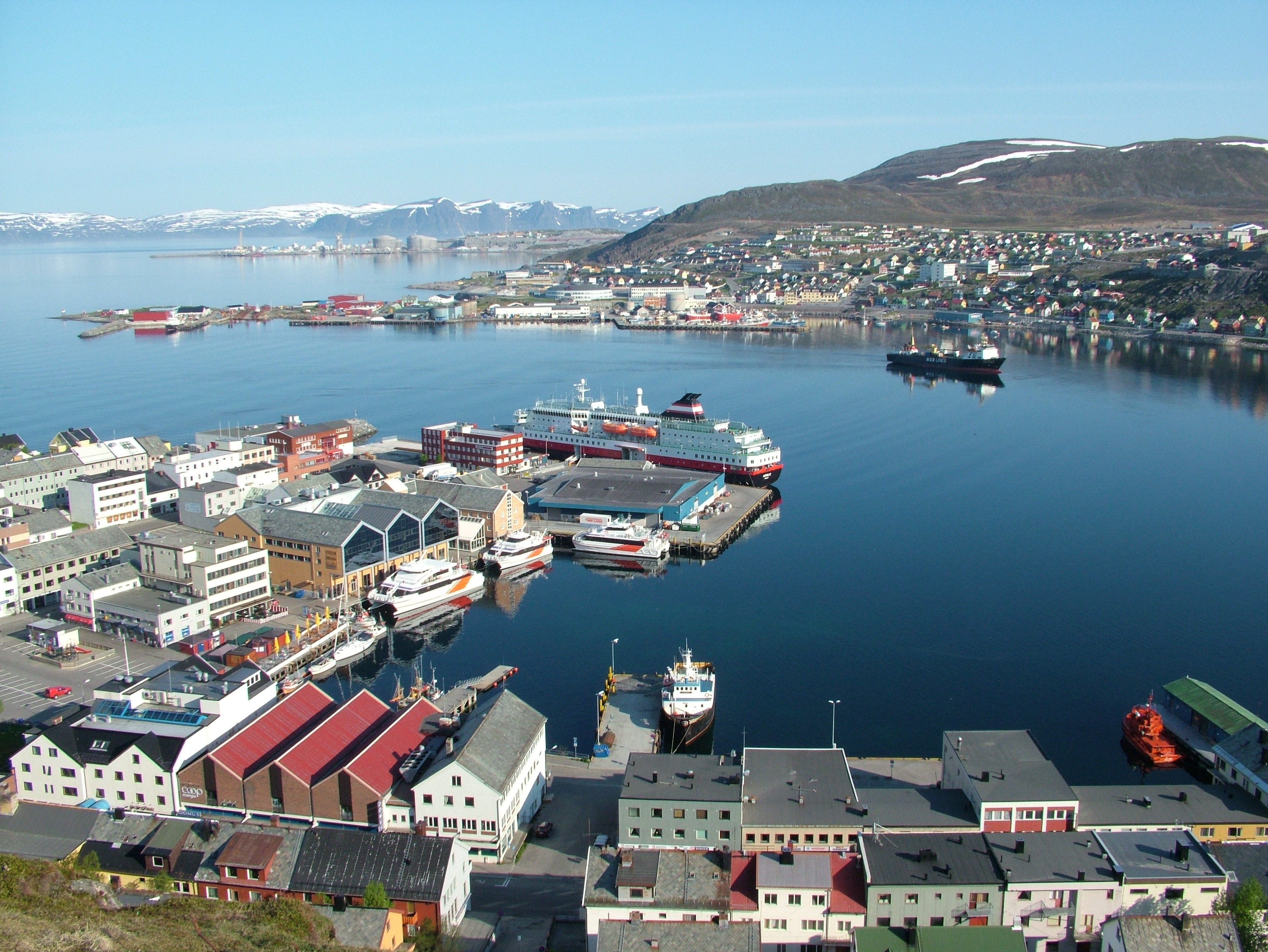
ノルウェー北部にあるハンメルフェスト市。北緯70度に位置するが、北大西洋海流によって温暖な気候となっており、世界最北の不凍港のひとつとされる

気候学の専門用語に気候系（気候システム、英: climate system）という言葉がある。一般に多用される言葉ではないが、気候という概念を捉える上で重要である。
気候は、熱塩循環・炭素循環・温室効果に代表されるような、熱や物質の循環の中で形作られるため、その中で起こった変化は循環の中へ波及する。より小さな具体例で言えば、地球における緯度やその地域の周辺の海陸分布・地形に起因する、大気の流れ（風）・水の蒸発量（湿度）・海流・気温などの要素が気候を形作っている。また、植生の違いや生物による活動、工業などの人間活動も気候を形作る要素である。気候学では、気候に作用するこれら1つ1つの要素を気候因子という。気候因子の変化は気候を変化させる一方で、気候の変化は気候因子を変化させるという、相互作用が成り立っている。
地球上では、大気（大気圏）・海洋（水圏）・陸上（地圏）とそこにまたがって存在する生物（生物圏）が、一体となって気候を生み出している。これは、各要素の相互の関係によってできた、いわばシステム（系）のようなもので、これを気候系と呼んでいる。生物を取り巻く環境を生態系と呼ぶ考え方とよく似ている。
気候系の各要素（気候因子）は常に変化をしているが、お互いの変化が相殺（負のフィードバックという）されたり相乗効果（正のフィードバックという）を生んだりして、大きなスケールで見れば安定してバランスをとっている。
気候に最も大きな影響を与える因子は緯度であり、基本的には緯度が低いほど温暖に、緯度が高いほど寒冷になる。これは、太陽高度角の違いにより、低緯度ほど受け取る太陽の放射熱が多くなるためである。また、緯度に影響される面が大きいため、同じ気候帯は南北ではなく東西に延びることがほとんどである。ただし地球の自転軸は23.4度傾いているため、時期によって同じ緯度でも太陽から受け取る熱量が異なり、このため季節が生まれる。たとえば12月から2月にかけては南半球が太陽の方に向けて傾いているため、南半球の受け取る熱量が大きくなりこの地域は夏となる。逆に北半球はこの時期冬となり、気温が低下する。6月から8月にかけてはこの反対で、北半球が太陽の方に向けて傾いているために北半球が夏、南半球は冬となる。
しかし他の因子もかなりの影響を与えており、なかでも風系と海流の影響は大きい。風に関して最も大きな要因は低緯度地帯で卓越する貿易風である。貿易風は赤道付近の熱帯収束帯で空気が温められて上昇し、高緯度に向けて移動したのち、緯度20度から30度付近の亜熱帯高圧帯で冷却されて下降し赤道付近に向けて移動する、いわゆるハドレー循環の一部である。この循環によって、常に上昇気流が発生する赤道地方は一年中大量の降雨がある熱帯雨林気候となり、一方で常に下降気流の発生する亜熱帯高圧帯の地域は年間の降雨がほとんどない砂漠気候となっている。この気圧帯は太陽の移動に応じて南北に移動するため、上記の2地区の中間の地域に季節によって降雨をもたらし、この地域にサバナ気候およびステップ気候を形成する。中緯度地方に吹く偏西風も気候に大きな影響をもたらす。このほか、気候に大きな影響を及ぼす風は季節風（モンスーン）である。大規模な季節風は熱しやすく冷めやすい大陸と、熱しにくく冷めにくい大洋との気圧差によって生じるため、夏は大洋から大陸に、冬は大陸から海洋に向けて吹き込む。世界で最も大規模なモンスーンはアジアモンスーンと呼ばれ、インド洋から日本にかけての広い範囲に影響を及ぼし、特に夏の酷暑と湿潤をもたらす。
海流はその地方の気温に大きな影響を与える。暖流の流れる地方は同緯度の他地域に比べて温暖になり、また寒流の流れる地域は他地域に比べ気温が低くなる。この傾向を最も如実に示しているのがメキシコ湾流である。メキシコ湾流はカリブ海地方から大西洋を横断して西ヨーロッパを通り北極海へと流れ込む海流であるが、この海流の運ぶ熱量は膨大なものであり、湾流の流れる西ヨーロッパの大西洋岸やイギリス諸島、ノルウェーの大西洋岸やアイスランドなどは緯度に比べて非常に温暖な気候となっている。また、この海流の影響下にある地域は同じ気候の特徴を共有しており、西岸海洋性気候という気候区分の名称の元ともなった。逆に、南極環流によって取り囲まれている南極大陸は他地域からの熱の輸送がはばまれるためにきわめて寒冷な気候となっており、大陸全体が氷床によっておおわれている。このほか、寒流の流れる大陸の沿岸では海水温が低いために上昇気流が起こらず雨が降らない地域が多い。こうした砂漠は海岸砂漠と呼ばれるほか、各大陸の西岸にできることが多いことから西岸砂漠ともよばれる。海岸砂漠は大気が安定しているために降雨にいたることがほとんどなく、砂漠の中でも極度に乾燥した地域となることが知られている。
海流だけでなく、海そのものも気候に大きな影響を与える。海から非常に遠い地域において、海岸から高い山脈にさえぎられた反対側では山脈の方から吹き込む卓越風の風下となり、すでに水分のほとんどを雨として落としてしまっているため、極度に乾燥した気候となることがある。これを雨陰効果と呼び、タクラマカン砂漠やグレートベースンなどがこの要因によって砂漠となっている。また逆に海にほど近い地域で山脈が風系をさえぎる形で走っている場合、海からの風に含まれる水蒸気が山にあたって降雨をもたらし、湿潤な気候となることが多い。海は陸に比べ温度が変動しないため、一般に海岸部は内陸部よりも気温の変動は穏やかになる。また、陸に比べ海は温暖であるため、海岸部の気候は内陸部よりも温暖なものとなる傾向が強い。
こうした大きな因子のほか、その地方の地形や標高なども気候に影響を与えている。標高は高いほど気温が低くなり、同じ緯度でも低地が温帯であるのに対して高地が冷帯に属するなどということは珍しくない。例えば赤道直下に位置するキリマンジャロ山の場合、山麓低地はサバンナ気候であるが、標高が上がるにつれて熱帯雨林・雲霧林と植生が変化していき、標高3000mで森林限界、4400mで植生限界となり、5500m以上では氷河の広がる氷雪気候となる。また標高が上がるほどに乾燥限界は下がるため、低地が砂漠であっても高地がステップ気候に属するような場合もある。

## 気候要素と気候
気温、降水量、風、湿度、気圧、天気など、気候を述べるのに必要な気候の一面のことを気候要素という。気候要素は数えればきりがなく、雨の降り方、雪の質、台風の進路や勢力など多岐にわたる。
1要素ごとにまとめる場合は単純平均や移動平均等を用い、表やグラフで表現すると理解しやすい。いくつかの気候要素を同時に表現する場合、雨温図、ハイサーグラフ（クライモグラフ）がよく用いられる。

## 気候区分

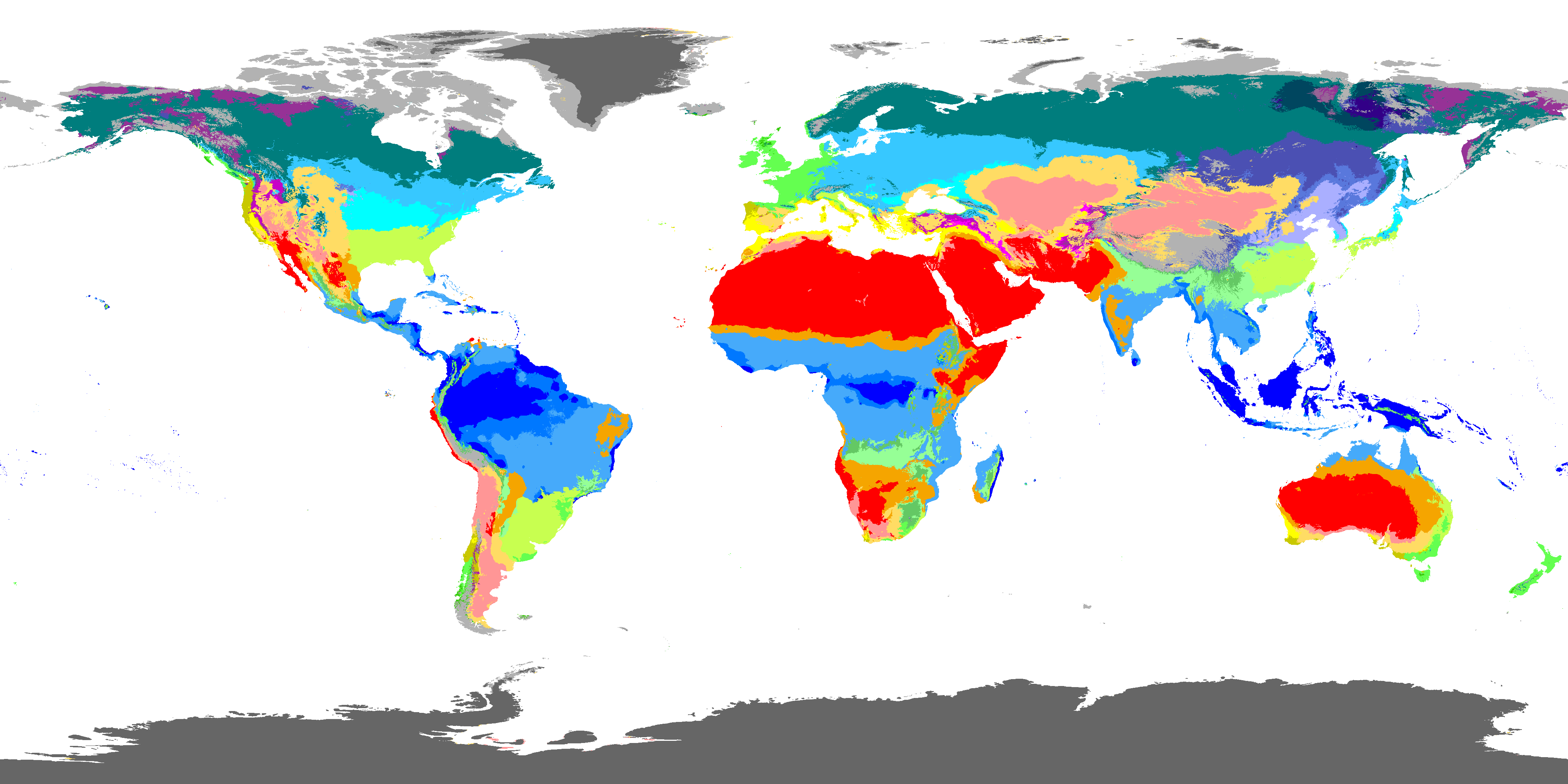
全世界のケッペン気候区分図

広く使用される気候区分は、数km以上の大規模な地域の気候を区分したものである。一方、一地方や一国、都市の規模で見た区分があり、中気候や小気候と呼ばれる。もっとも広く使用される気候区分はケッペンの気候区分であるが、ほかにも地表面における水収支によって気候を区分するソーンスウェイトの気候区分や、風系によって区分するフローンの気候区分、気団や前線などによって区分するアリソフの気候区分などの気候区分が存在する。

### 大気候
ケッペンの気候区分は、植生に着目した気候区分である。まず気候を樹木が生育できる気候（樹林気候）と生育できない気候（無樹林気候）に分類し、無樹林気候から乾燥度で乾燥帯、温度で寒帯を区分し、樹林気候は気温によって熱帯、温帯、冷帯（亜寒帯）の3つに分類したうえで、気温と降水量、降雨パターンによって各気候帯内でさらにいくつかの小気候に分類されている。
- 熱帯（グループA）
  - 熱帯雨林気候（Af） - 熱帯モンスーン気候（Am） - サバナ気候（Aw、As）

熱帯は最寒月の平均気温が18℃以上、年平均降水量が乾燥限界以上の地域を指し、赤道を中心として南北の回帰線（23度26分22秒）付近までの低緯度地方に分布する。熱帯気候は降雨パターンによって、乾季のない熱帯雨林気候、弱い乾季のある熱帯モンスーン気候、明確な乾季のあるサバナ気候の3つに分かれる。サバナ気候のwとsは、それぞれ冬季に乾季があるもの（w）と夏季に乾季があるもの（s）の違いである。
- 乾燥帯（グループB）
  - 砂漠気候（BWh、BWk） - ステップ気候（BSh、BSk）

乾燥帯は最暖月の平均気温が10℃以上であり、年平均降水量が乾燥限界以下の地域を指す。緯度20～30度付近の中緯度地帯に主に分布するが、寒流の流れる大陸西岸や、海から遠い大陸の中心部にも存在する。乾燥帯は降雨量によって、草原の広がるステップ気候と植生のほとんどない砂漠気候に分けられる。砂漠気候・ステップ気候はともに平均気温によって、年平均気温が18℃以上の場合（h）と18℃未満の場合（k）に二分されている。
- 温帯（グループC）
  - 温暖湿潤気候（Cfa） - 西岸海洋性気候（Cfb、Cfc） - 温暖冬季少雨気候（Cwa、Cwb、Cwc） - 地中海性気候（Csa、Csb、Csc）

温帯は最寒月平均気温が氷点下3℃以上18℃未満、最暖月平均気温が10℃以上で年平均降水量が乾燥限界以上の地域を指し、緯度30～40度前後の中緯度地方に主に分布する。温帯は降雨パターンと夏季の気温によって、乾季がなく暑い夏を持つ温暖湿潤気候、乾季がなく涼しい夏を持つ西岸海洋性気候、冬が乾季となる温帯夏雨気候、夏が乾季となる地中海性気候の4つに分かれる。
- 冷帯（亜寒帯）（グループD）
  - 冷帯湿潤気候（Dfa、Dfb、Dfc、Dfd） - 冷帯冬季少雨気候（Dwa、Dwb、Dwc、Dwd） - 高地地中海性気候（Dsa、Dsb、Dsc、Dsd）

冷帯は最寒月平均気温が氷点下3℃未満、最暖月平均気温が10℃以上であって年平均降水量が乾燥限界以上の地域を指し、緯度40度以上の高緯度地方に主に分布する。ただし南半球にはこの地域に陸地が少ないこともあり、冷帯に属する地域はほぼ北半球のみに限られている。冷帯は降雨パターンによって、乾季のない冷帯湿潤気候、冬が乾季となる冷帯冬季少雨気候、夏が乾季となる高地地中海性気候の3つに分かれる。ただし高地地中海性気候に属する地域は非常に小さな範囲に限られている。
- 寒帯（グループE）
  - ツンドラ気候（ET） - 氷雪気候（EF）

寒帯は最暖月平均気温が10℃未満の地域を指す。寒帯のみ、乾燥限界が気候帯の条件に含まれていないが、これは非常に気温の低い地域の場合水蒸気の供給が少ないため降水量が極端に低くなり、なおかつ蒸発も少ないので乾燥地とはならないためである。主に北極や南極中心に極点付近に分布する。寒帯は気温によって、短い夏の間には植物が生育可能となるツンドラ気候と、植物の生育がまったく不可能である氷雪気候の2つに分けられている。
- 高山気候（グループH）
  - 高山気候はケッペンの気候区分には無い区分で、トレワーサが後に追加したものである。

#### その他の分類
- 亜熱帯
- 海洋性気候
- 大陸性気候
- 内陸性気候

### 中気候・小気候
日本における気候区分
日本においては大気候として中南部の温暖湿潤気候および北部の冷帯湿潤気候のどちらかに国土のほとんどが属しているが、それとは別に、日本国内のみをいくつかの小気候に分類することも行われている。日本国内の気候は、夏季の多雨多湿と冬季の少雨乾燥を特徴とし太平洋岸に広がる太平洋側気候、夏季にやや降雨が少なく冬季に豪雪となる日本海側気候、年間を通じて降雨量が少ない瀬戸内海式気候、年間を通じて温暖多雨である南日本気候の各小気候に分かれている。太平洋側気候のうち中央高地地方は、年間を通じて降雨量が少ない中央高地式気候と分類される場合もある。また太平洋側気候は東日本型、九州型、南海型、日本海側気候はオホーツク型、東北・北海道型、北陸・山陰型の小気候にさらに分かれている。
都市部は自動車やエアコンなどからの排熱が多く、さらに密集する建造物は風を通しにくい上、アスファルト舗装や建造物によって地面が覆われているため蒸発が少なく、高温で乾燥した都市気候と呼ばれる特有の気候を作り出す。さらにこうして滞留した熱は、ヒートアイランド現象を引き起こす。

### 微気候
微気候とは、洞窟やオアシスなど狭い地域の地形、またはビルなどの建造物によって作られる、周囲の「大気候」とは異なる地域である。
洞窟の中は外よりも気温が低く、生物環境なども周囲とは大きく異なる。オアシスには植物が密集しており、乾燥のために植物が無い砂漠と比べて対照的である。同様に、乾燥した地域を流れる川の河畔には植物が生育する。コンクリートで覆われたビルの屋上は、その性質のために温度が高い。しかし、植物を植えるなどして温度を下げることが可能である。また、地下や公園などの気候も周囲と異なる微気候である。

## 気候の変動性

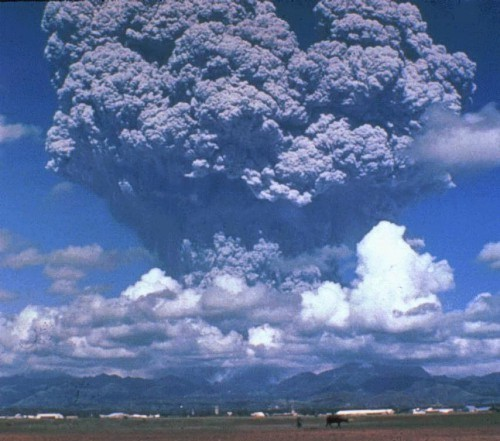
1991年のピナトゥボ山の噴火によりこの年は全世界で気温が低下した

気候はそもそも変化する中の平均的状態であり、短期間である程度の変動幅を持つのがふつうである。また、長い時間的スケールの中でも変化をしてゆく。しかし、その変化はしばしば自然や人間活動に影響を及ぼし、許容されないような被害が起こることがある。近年でのこの典型的な例が地球温暖化である。
一般的には、気候変動という言葉は時間的・空間的スケールの大小にかかわらず用いられる。しかし、気候学においては区別する場合があり、ある平均的な気候と比較した、年度ごとの上下のばらつきを気候変動と呼び、平年状態が徐々に変化していく場合を気候変化と呼ぶ。
さまざまな研究により、数千年以上に渡って長期的に見ると、気候には周期的に変化するパターンと突発的に変化するパターンとがあることが分かっている。
周期的な気候変動・気候変化の要因としては、太陽黒点数の変化などに代表される太陽活動や、地球の公転軌道、自転軸の傾き、自転速度、近日点などの軌道要素の変化などがある。
また、プレートテクトニクスも気候に大きな影響を及ぼす。大陸は海よりも温度が下がりやすく、また熱輸送に大きな影響を持つ海流をせき止める役目を持つため、大陸の配置や移動によって各地域の温度が大きく上下する。例えば、約2500万年前に南極大陸と南アメリカ大陸が分離してドレーク海峡が誕生したため、南極大陸を取り囲むように誕生した南極海で寒流である南極環流が誕生し、それまで南極大陸に到達していた暖流が届かなくなった。このため南極大陸に届く熱量は急減し、それまで一部にしか発達していなかった氷床が南極大陸全土を覆うまでに成長することとなった。この南極の巨大な氷床は地球全土に大量の寒気を供給することになり、また熱帯地域との温度勾配が激しくなったために赤道周辺との間の大気循環が非常に活発となった。逆に、北極は極点付近に大陸が存在せず、周囲をユーラシア大陸と北アメリカ大陸に囲まれているため、大西洋から暖流が流れ込む北極海沿岸は南極に対してより温暖な気候となり、大規模氷床はグリーンランドのみに発達することとなった。また、400万年前にはパナマ地峡が成立して大西洋と太平洋の間の海流が遮断され、現在のような海流が成立した。このため高緯度地域への大量の蒸気供給によって氷河の発達が促され、これ以降氷期が出現するようになった。また、これにより太平洋の海水が大西洋に流れ込まなくなったためにカリブ海の海水は北大西洋北部にて深海へと流れこむようになり、北大西洋深層水が誕生した。そしてそれまでに存在した南極底層水と合わせ、熱塩循環も現在のようになった。
また、突発的な気候変動・気候変化の要因としては、火山噴火、隕石の衝突、地殻変動、温室効果による温暖化、熱帯雨林の伐採などがあげられる。火山噴火による気候への影響はおもに火山灰や二酸化硫黄などが噴火によって大量に空気中に放出され、地表への太陽光の到達を妨げることにより起こるもので、火山の冬と呼ばれるように基本的には気温を下げる方向に作用する。1883年のインドネシア・クラカタウ火山の噴火や1991年のフィリピン・ピナトゥボ山の噴火などの大規模噴火は、その年の気温を0.5℃から0.8℃ほど下げ、その年に冷涼な気候をもたらした。これらの噴火の影響は小規模であり、翌年には空気中に放出された物質が洗い流されることで終息したが、さらに大規模な破局噴火が起きた場合、さらに大きな影響を気候にもたらすと考えられている。今から7万年前から7万5千年前に起きたと考えられているインドネシア・トバ火山の噴火は気温を平均5℃も下げ、人類を一時絶滅寸前にまで追い込んだとする理論（トバ・カタストロフ理論）も存在する。ただしこれらはあくまでも大気中への火山灰などの大量の噴出が原因であり、中長期的に気候に影響をもたらすことはない。こうした影響を及ぼすのは隕石衝突も同様であり、6600万年前の白亜紀には巨大隕石の衝突によって寒冷化が起き、恐竜の絶滅が起きたとの説が有力である。温室効果は人類活動の拡大と関連付けて論じられることが多いが、主な温室効果ガスである二酸化炭素自体は生命活動に伴い古くから普遍的に存在している物質であり、地殻変動などに伴い増減を繰り返して気候に大きな影響を及ぼしてきた。温室効果が全く存在しない場合は地球の平均表面温度は氷点下18℃になると考えられており、温室効果は地球の気候を温暖なものとしている大きな要因となっている。
熱帯雨林の伐採は、人間の活動が主原因となる人為的なものであり、また19世紀以降の地球の平均気温の上昇に関しては化石燃料の使用を中心とする人間活動の活発化に伴うものであると考えられている。また、オゾン層の破壊・酸性雨などの地球環境問題も、気候変化と関連して考えていく必要がある。

## 過去の気候

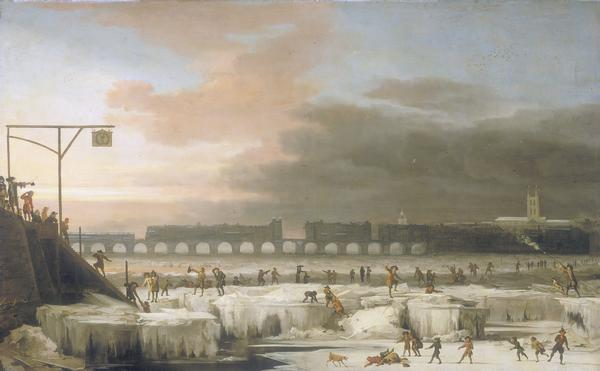
1677年、凍ったテムズ川の絵

現在、氷床コアによる大気組成の推定が約40万年前まで可能であるなど、数10万年前の気候までは一定の精度で推定が行われている。遡るほど推定精度は荒くなり、また資料の性質のために変化周期も大きくなってくるので注意が必要である。
過去には極端な気候変動が起きたこともあり、なかでも極から赤道まで地表全体が氷床に覆い尽くされるスノーボールアース（全球凍結）と呼ばれる極度の寒冷期が訪れたとの推定が1990年代終盤より支持を得てきている。氷河堆積物や縞状鉄鉱床などの地質資料が証拠とされている。このスノーボールアースは22億年前と7億年前、6億年前の合わせて3度起こったと考えられており、凍結終了後のエディアカラ生物群発生やカンブリア爆発などに結び付けて考える向きも多い。また、プレートテクトニクスによって大陸は約4億年を周期として離合集散を繰り返しているが、すべての大陸が合体し超大陸を形成した時期は大陸性気候が卓越するため寒冷・乾燥した気候の地域が多くなり、生物の大量絶滅もこの時期に発生することが多いとされる。
地球の気候は温暖化と寒冷化を繰り返しており、300万年前に始まった第四紀においては、4万年から10万年の周期で寒冷化した氷期と温暖化した間氷期が交互に繰り返されてきた。直近の氷期は最終氷期と呼ばれ、7万年前〜紀元前10000年頃まで続いた。最も寒冷だった最終氷期最盛期（LGM、2万年前）には海面は現在よりも120m低く、ユーラシア大陸と北アメリカ大陸はベーリング陸橋で陸続きだったほか、東南アジアの多くの島々や日本列島がユーラシア大陸と陸続きだった。ローレンタイド氷床（北アメリカ）やスカンジナビア氷床（ヨーロッパ）など、氷河が大きく南進していた。その後気候は現代まで続く間氷期に入ったため急速に温暖化し、紀元前5000年〜紀元前3000年ごろにかけての完新世の気候最温暖期（ヒプシサーマル）には北半球は平均で現在よりも2℃程度暖かかった。アフリカではサハラ砂漠の大半が緑に覆われオーストラリアも降水量が多かった一方、アメリカ中西部や南アメリカのアマゾンでは降水量が少なかった。日本でも海水面が現在より3〜5m高い縄文海進が起きていた。
その後紀元前3000年ごろには気候は冷涼化をはじめ、ネオグラシエーションと呼ばれる小寒冷期を迎えた。これに伴い、サハラ砂漠では乾燥化がはじまって砂漠の南進がはじまり、この傾向は現代まで続いている。しかしこの冷涼化は氷期にまで至ることなく、総体としては温暖な気候の中で数百年単位で小幅な気候変動が繰り返された。10世紀〜14世紀ごろにかけての中世の温暖期においてはヨーロッパを中心に温暖な時期が続き、グリーンランドへのヴァイキングの入植が行われた。その後、14世紀中頃〜19世紀中頃にかけては小氷期と呼ばれるやや寒い時期に入り、ヨーロッパや北アメリカを中心にやや寒冷な時期が続いた。グリーンランドの入植地は消滅し、アルプス氷河が拡大、17世紀ごろにはテムズ川が凍結することもしばしばあった。この小氷期の原因については様々な説があるが、そのうちのひとつにこの時期がシュペーラー極小期、マウンダー極小期、ダルトン極小期と呼ばれる太陽活動の極小期にあたっていたことが指摘されている。その後、19世紀より再び気候は温暖化に向かい、20世紀後半は過去1400年で最も温暖であったとの調査結果が発表されている。21世紀に入ってもこの気温上昇傾向は続いている。この気温上昇の原因はこの時期はじまった産業革命以降の人類の急速な工業化と、それによる二酸化炭素や温室効果ガスの増加によるものと考えられており、地球温暖化として非常に問題視されている。

## 人工的な気候
エアコンなどの空気調和設備によって、室内に外とは異なる気候環境を作り出すことを空気調和（空調）という。人工的な気候環境の調節には、前述のほかに換気や光量の調節などさまざまなものがある。